# Wintergartenhochhaus
Le Wintergartenhochhaus est un gratte-ciel de 32 étages situé dans l'Ostvorstadt de Leipzig,. Le bâtiment résidentiel a été construit de 1970 à 1972 en tant que gratte-ciel résidentiel sur Wintergartenstrasse et est le troisième plus haut gratte-ciel de Leipzig après le City-Hochhaus et l' hôtel The Westin. Avec une hauteur totale de 106,8 mètres, dont 95,5 mètres de hauteur de construction pure, c'était le plus haut immeuble résidentiel de la RDA et figure désormais parmi les cent premiers sur la liste des immeubles de grande hauteur en Allemagne. En tant que bâtiment de la modernité et témoignage de l'histoire architecturale de la RDA avec une valeur de rareté, il est sous la Protection du patrimoine culturel.

## Localisation et classification urbaine
Il est situé au nord-est du centre-ville de Leipzig sur Georgiring à la jonction avec Wintergartenstrasse, en diagonale en face de la gare principale et non loin d' Augustusplatz. A l'ouest se trouve le parc du Schwanenteich. Le gratte-ciel est également connu pour la chevalière publicitaire double M de 18 tonnes de la Foire de Leipzig qui tourne sur le toit.
Le plan général d'aménagement de Leipzig de 1929 de Hubert Ritter contenait déjà l'idée d' ériger des dominantes structurelles de hauteur à l'extérieur de l' Innenstadtring enserrant le noyau central. Avec les travaux sur GBP 1970 (Horst Siegel, architecte), les emplacements envisageables pour le Wintergartenhochhaus et le City-Hochhaus ont été précisés.
La classification de l'urbanisme et l'expressivité architecturale distinctive résultent du choix de l'emplacement, des exigences fonctionnelles et des processus de technologie du bâtiment appliqués. Pour le Wintergartenhochhaus, l'efficacité dans l'espace urbain avec la forme incurvée des bâtiments existants était particulièrement importante, puisque la tour ne pouvait être classée qu'en arrière de la ligne de construction prolongée. Le porche à deux étages, avec sa longue façade ouest, suivait la ligne légèrement incurvée du bâtiment spécifiée par les immeubles d'habitation de Georgiring.
Les temps de préparation courts ont nécessité l'effort concentré d'architectes et d'ingénieurs engagés ainsi que l'utilisation de l'expérience que le WBK de Berlin (Wohnungsbaukombinat ou combinat de construction de logements) avait déjà en matière de construction monolithique industrielle pour les immeubles résidentiels de grande hauteur.

## Histoire

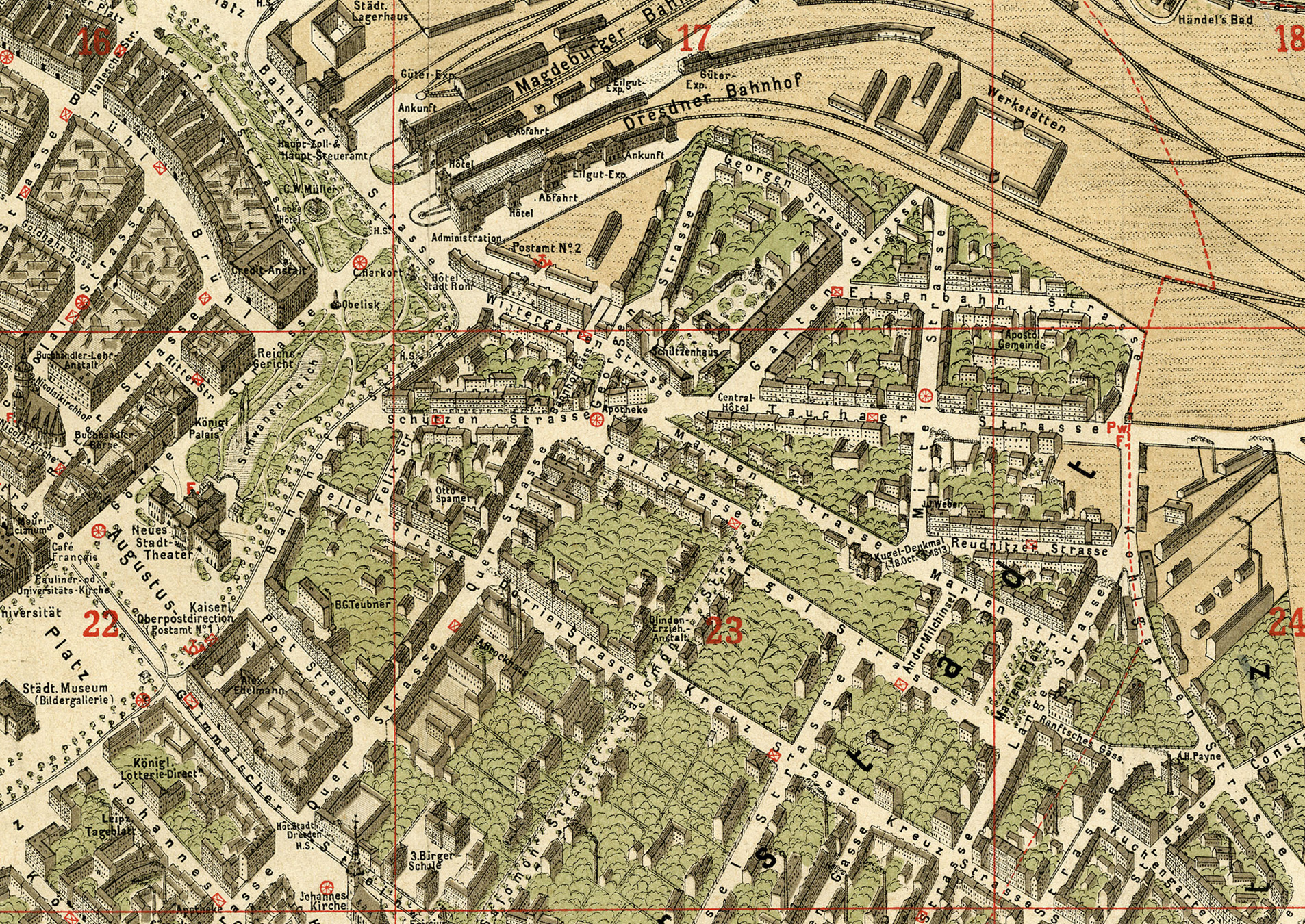
Plan du développement de la Wintergartenstrasse (vers 1881)

Le bâtiment a été construit sur le site entre la Schützenstraße (anciennement Hintergasse) et l'ancien complexe de jardins d'hiver (Wintergarten) qui, dans le premier tiers du XIXe siècle, s'étendait jusqu'à la porte arrière - à peu près jusqu'à la jonction avec l'actuelle Chopinstraße. Au cours du développement de Ostvorstadt (faubourg est) à cet endroit avec le Krystallpalast (palais de cristal) et les immeubles résidentiels, les deux hôtels «Continental» et «Stadt Rom» ont été construits à la fin du siècle près de la gare au début de la Wintergartenstrasse. Lors des raids aériens de la Seconde Guerre mondiale, le second a été gravement endommagé et démoli en 1969 pour créer de l'espace pour la construction du Wintergartenhochhaus. Un certain nombre de bâtiments résidentiels sur Schützenstraße, qui avaient à l'origine une connexion directe à Innenstadtring, ont été aussi démolis pour la construction du gratte-ciel. L'accès est maintenant bloqué par l'un des bâtiments préfabriqués de 10 étages sur Georgiring, qui avait été construit entre 1960 et 1962. Un passage piéton vers le Ring n'existe qu'au niveau du Wintergartenhochhaus.

## Architecture et description

Plan au sol par Horst Siegel

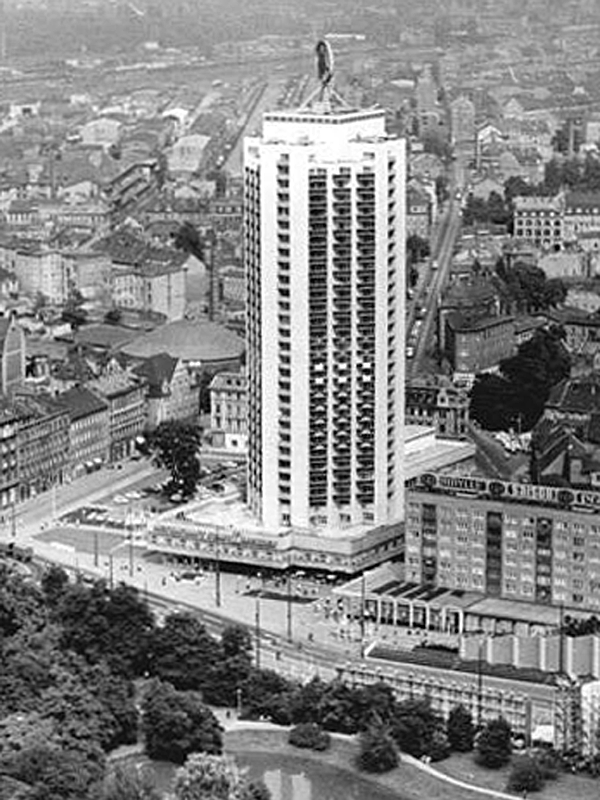
Wintergartenhochhaus avec extensions en 1977

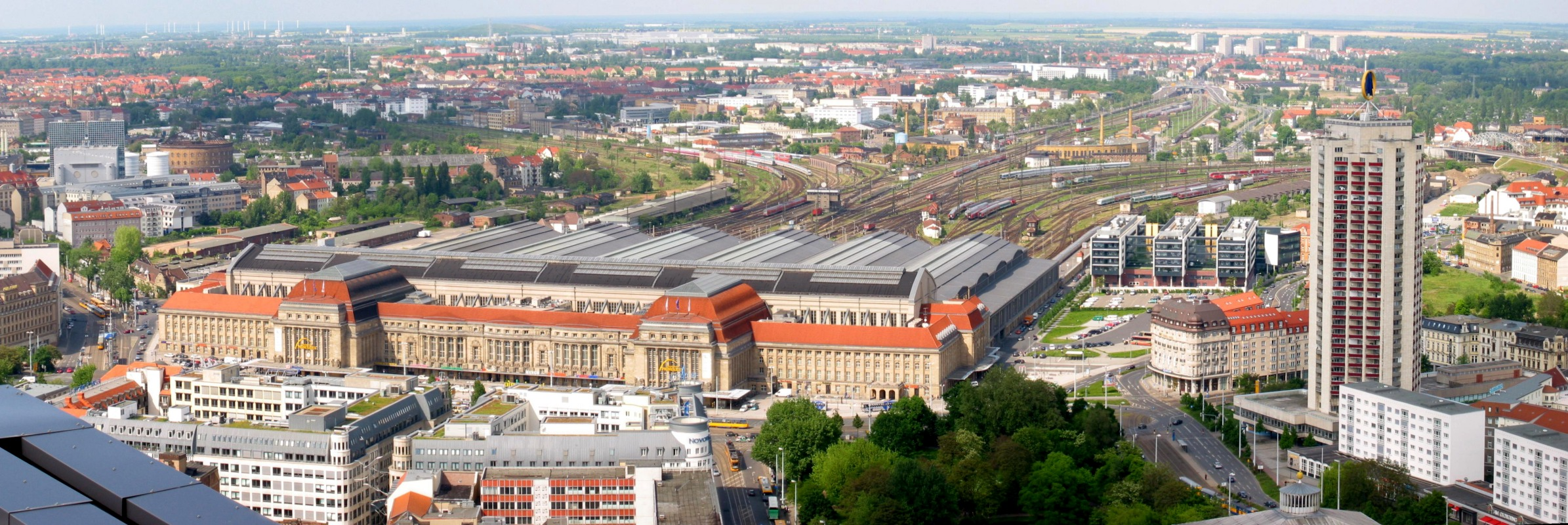
Vue depuis le gratte-ciel de la ville jusqu'à la gare principale avec le Wintergartenhochhaus (avant la rénovation)

Le projet urbain et architectural des années 1967/1968 provient de Horst Siegel avec Ambros G. Gross, Frieder Gebhardt, Hans-Peter Schmiedel et Manfred Zumpe. Ses traits caractéristiques sont le plan d'étage symétrique avec 16 angles extérieurs et douze loggias de trois et quatre carrés par étage, donnant l'impression d'un bâtiment octogonal. Il a un diamètre de 32,4 mètres. Manfred Zumpe reprit quelques années plus tard la forme de la tour-véranda dans sa maison dodécagonale, dans laquelle les quatre côtés diagonaux n'ont que deux au lieu des trois loggias triangulaires.
Le projet de traitement et de planification de la mise en œuvre était entre les mains de Frieder Gebhardt, Hartmut Stüber, Reinhard Vollschwitz, Achim Schulz et Friedhard Schinkitz.
C'était le premier immeuble résidentiel de grande hauteur à être construit en RDA en utilisant la méthode de construction à enfiler avec une peau extérieure finie. À l'origine, trois de ces maisons devaient être construites, mais une seule a été construite pour des raisons de coût. Les coûts de construction purs se sont élevés à 52,88 millions de marks est-allemands. 2 038 tonnes d'acier, 4 784 tonnes de ciment et 12 000 mètres cubes de béton ont été utilisés en 26 mois. En raison des conditions de terrain difficiles, il a dû être érigé dans une auge de sol en béton, ce qui a nécessité un forage du sous-sol jusqu'à une profondeur de 50 mètres.
Un grand porche à deux étages a été érigé au pied de l'immeuble de grande hauteur, entourant le bâtiment central principalement par l'ouest et le nord. On y trouvait le "centre commercial de la gare principale" (grand magasin en libre-service), le restaurant "City of Dresden" de 220 places, un bureau de poste et un "Moka milk bar".

## Réaménagement

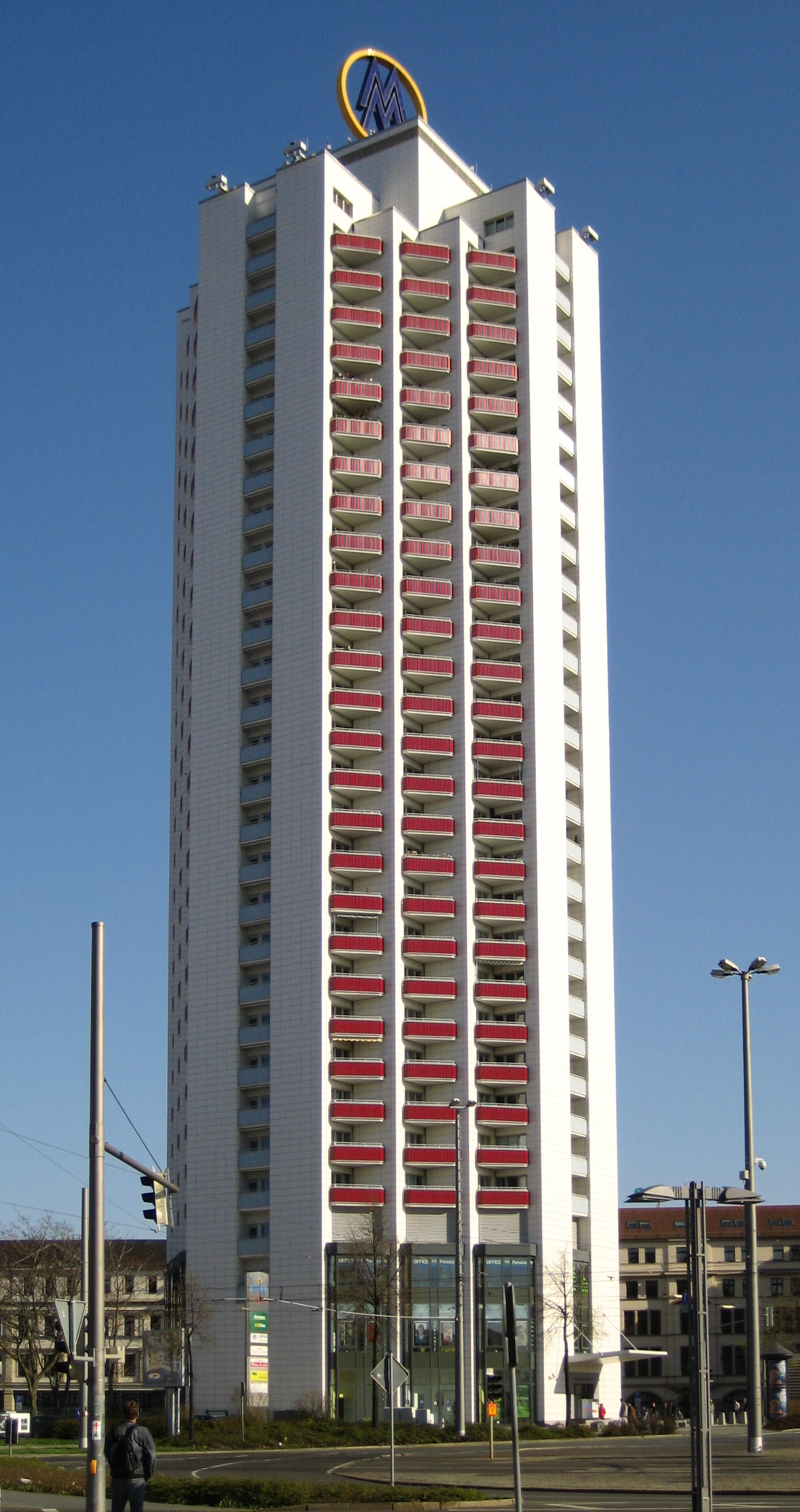
Wintergartenhochhaus vu de la gare principale, avril 2010 (après rénovation)

En 2004 et 2005, il a été entièrement rénové pour 12,5 millions d' euros pour être un joyau de la Coupe du monde de football 2006. Le porche à deux étages a été démoli et une zone de trois étages pour les locataires commerciaux a été aménagée à la base de la tour. Aujourd'hui, il y a 29 appartements d'une, 78 deux et 100 appartements de trois pièces et quelques bureaux dans la tour de la véranda. Plus de 95 % des appartements ont au moins un balcon ou une loggia. Le propriétaire de la tour est l' entreprise municipale de construction et de logement de Leipzig (Leipziger Wohnungs- und Baugesellschaft - LWB). En lieu et place des bâtiments démolis, le nouveau bâtiment LWB, un hôtel et plusieurs immeubles résidentiels, ont été érigés au pied du Wintergartenhochhaus depuis 2015. Au printemps 2017, le double M tournant de la Foire de Leipzig a été rénové. Les 600 mètres de tubes fluorescents ont été remplacés par des LED, également pour des raisons de coût. A l'occasion du centenaire de la marque déposée de la Foire de Leipzig, un «100» de quatre mètres de haut et six mètres de large a été installé le 4 septembre 2017.
D'avril 2021 à mars 2022, les ascenseurs utilisés pour les étages résidentiels, rénovés pour la dernière fois en 1998, ont été remplacés. À cette fin, toutes les installations des quatre puits, chacun de 87 mètres de haut, ont été supprimées et remplacées par de nouveaux systèmes d'ascenseurs modernes.

## Liens Externes
- (de) Mirko Seidel, « Wintergartenhochhaus Leipzig », Website architekt-blicklicht (consulté le 7 janvier 2021)
- Wintergartenhochhaus, in: Stadt Leipzig, Dezernat Stadtentwicklung und Bau (Hrsg.), Leipzig-Innenstadt. Städtebaulicher Denkmalschutz 1994-2017, Beiträge zur Stadtentwicklung (Blaue Reihe), Heft 61, o.J., pp. 36–37